# Hàm truyền
Trong kỹ thuật, hàm truyền (còn được gọi là hàm hệ thống hoặc hàm mạng) của thành phần hệ thống điện tử hoặc điều khiển là một hàm toán học mô hình hóa lý thuyết đầu ra của thiết bị cho mỗi đầu vào có thể. Ở dạng đơn giản nhất, hàm này là một đồ thị hai chiều của đầu vào vô hướng độc lập so với đầu ra vô hướng phụ thuộc, được gọi là đường cong truyền hoặc đường đặc tính. Các hàm truyền cho các thành phần được sử dụng để thiết kế và phân tích các hệ thống được lắp ráp từ các thành phần, đặc biệt là sử dụng kỹ thuật sơ đồ khối, trong lý thuyết điều khiển và điện tử.
Các kích thước và đơn vị của chức năng truyền mô hình phản hồi đầu ra của thiết bị đối với một loạt các đầu vào có thể. Ví dụ, hàm truyền của mạch điện tử hai cổng như một bộ khuếch đại có thể là một đồ thị hai chiều của điện áp vô hướng ở đầu ra dưới dạng hàm của điện áp vô hướng đặt vào đầu vào; chức năng chuyển của bộ truyền động cơ điện có thể là dịch chuyển cơ học của cánh tay đòn chuyển động như một hàm của dòng điện áp dụng cho thiết bị; hàm truyền của bộ tách sóng quang có thể là điện áp đầu ra như một hàm của cường độ sáng của ánh sáng tới của một bước sóng nhất định.
Thuật ngữ "hàm truyền" cũng được sử dụng trong phân tích miền tần số của các hệ thống sử dụng các phương pháp biến đổi như biến đổi Laplace; ở đây nó có nghĩa là biên độ của đầu ra như một hàm của tần số của tín hiệu đầu vào. Ví dụ, hàm truyền của bộ lọc điện tử là biên độ điện áp ở đầu ra dưới dạng hàm của tần số của sóng sin có biên độ không đổi được áp dụng cho đầu vào. Đối với các thiết bị hình ảnh quang học, hàm truyền quang là phép biến đổi Fourier của hàm trải điểm (do đó là hàm của tần số không gian)

## Hệ thống bất biến thời gian tuyến tính
Hàm truyền thường được sử dụng trong phân tích các hệ thống như các bộ lọc một đầu vào-một đầu ra, điển hình là trong các lĩnh vực xử lý tín hiệu, lý thuyết truyền thông, và lý thuyết điều khiển. Thuật ngữ này thường được sử dụng đặc biệt đối với các hệ thống tuyến tính, thời gian bất biến (LTI), như được đề cập trong bài viết này. Hầu hết các hệ thống thực có các đặc điểm đầu vào/đầu ra phi tuyến, nhưng nhiều hệ thống, khi hoạt động với các thông số danh nghĩa (không phải "quá mức") có hành vi đủ gần tuyến tính mà lý thuyết hệ thống LTI là một đại diện chấp nhận được của hành vi đầu vào/đầu ra.
Các mô tả dưới đây được đưa ra trong trường hợp của biến phức, s = σ + j * ω, giúp giải thích ngắn gọn. Trong nhiều ứng dụng, chỉ cần định nghĩa σ = 0 (và s = j * ω), là đủ làm giảm các biến đổi Laplace với các argument phức thành biến đổi Fourier với argument thực ω. Các ứng dụng mà điều này là phổ biến là những ứng dụng chỉ sự quan tâm đến các phản ứng trạng thái ổn định của một hệ thống LTI, không phải là hành vi bật và tắt thoáng qua hoặc vấn đề ổn định. Đó thường là trường hợp của xử lý tín hiệu và lý thuyết truyền thông.
Do đó, đối với tín hiệu đầu vào {\displaystyle x(t)} và đầu ra {\displaystyle y(t)} trong thời gian liên tục, hàm truyền {\displaystyle H(s)} là ánh xạ tuyến tính của biến đổi Laplace của đầu vào, {\displaystyle X(s)={\mathcal {L}}\left\{x(t)\right\}}, với biến đổi Laplace của đầu ra {\displaystyle Y(s)={\mathcal {L}}\left\{y(t)\right\}}:
hoặc
{\displaystyle H(s)={\frac {Y(s)}{X(s)}}={\frac {{\mathcal {L}}\left\{y(t)\right\}}{{\mathcal {L}}\left\{x(t)\right\}}}}.
Trong các hệ thống thời gian rời rạc, quan hệ giữa một tín hiệu đầu vào {\displaystyle x(t)} và đầu ra {\displaystyle y(t)} phải sử dụng biến đổi z, và khi hàm truyền được viết tương tự như {\displaystyle H(z)={\frac {Y(z)}{X(z)}}} và thường sử dụng hàm truyền xung. 

### Dẫn xuất trực tiếp từ phương trình vi phân
Hãy xem xét một phương trình vi phân tuyến tính với hệ số không đổi
trong đó u và r những hàm theo t, và L là toán tử được xác định trên không gian hàm biến đổi u sang r. Loại phương trình này có thể được sử dụng để hạn chế hàm đầu ra u trong điều kiện của hàm ràng buộc r. Hàm truyền, được viết dưới toán tử {\displaystyle F[r]=u}, là nghịch đảo bên phải của L, do đó {\displaystyle L[F[r]]=r}.
Phương trình vi phân hệ số không đổi, đồng nhất {\displaystyle L[u]=0} có thể được giải bằng cách thay {\displaystyle u=e^{\lambda t}}. Từ đó ta có được đa thức đặc trưng
Trường hợp không đồng nhất có thể được giải dễ dàng nếu hàm đầu vào r cũng có dạng {\displaystyle r(t)=e^{st}}. Trong trường hợp này, bằng cách đặt {\displaystyle u=H(s)e^{st}} ta sẽ thấy  {\displaystyle L[H(s)e^{st}]=e^{st}} nếu và chỉ nếu
Định nghĩa trên của hàm truyền yêu cầu phân biệt rõ ràng giữa các giá trị thực và giá trị phức, vốn trước nay chịu ảnh hưởng bởi việc giải thích của abs(H(s)) là độ lợi và -atan(H(s)) là độ lệch pha. Các định nghĩa khác của hàm truyền cũng được sử dụng: ví dụ {\displaystyle 1/p_{L}(ik).}

## Xử lý tín hiệu
Cho {\displaystyle x(t)\ } là đầu vào của một hệ thống tuyến tính thời gian bất biến tổng quát, và {\displaystyle y(t)\ } là đầu ra, và biến đổi Laplace song phương của {\displaystyle x(t)\ } và {\displaystyle y(t)\ } là

### Các họ hàm truyền phổ biến
Trong khi bất kỳ hệ thống LTI nào cũng có thể được mô tả bởi một số hàm truyền này hay khác, có một số "họ" các hàm truyền đặc biệt được sử dụng phổ biến. Các bộ lọc áp ứng xung vô hạn điển hình được thiết kế để thực hiện một trong những hàm truyền đặc biệt.
Một số họ hàm truyền phổ biến và đặc điểm cụ thể của chúng là:
- Bộ lọc Butterworth – làm phẳng tối đa trong dải thông và dãi dừng với bậc cho trước
- Bộ lọc Chebyshev (loại I) - làm phẳng tối đa trong dãi dừng, cắt sắc nét hơn Butterworth của cùng một bậc
- Bộ lọc Chebyshev (Loại II) – làm phẳng cực đại trong dãi thông, cắt sắc nét hơn Butterworth với cùng bậc
- Bộ lọc Bessel – đáp ứng xung tốt nhất cho một bậc cho trước bởi vì chúng không có gợn trễ nhóm
- Bộ lọc Elliptic - cắt sắc nét nhất (chuyển tiếp hẹp nhất giữa dãi thông và dãi dừng) với bậc cho trước
- Bộ lọc "L" tối ưu
- Bộ lọc Gauss – độ trễ nhóm tối thiểu; không có độ vọt lố đối với hàm bước.
- Bộ lọc Hourglass
- Bộ lọc cos tăng

## Kỹ thuật điều khiển
Trong kỹ thuật điều khiển và lý thuyết điều khiển các hàm truyền sử dụng biến đổi Laplace.
Hàm truyền là công cụ chính được sử dụng trong kỹ thuật điều khiển cổ điển. Tuy nhiên, nó đã được chứng minh là khó sử dụng cho việc phân tích các hệ thống nhiều đầu vào nhiều đầu ra (MIMO), và phần lớn đã bị thay thế bởi không gian trạng thái đại diện cho các hệ thống như vậy. Mặc dù vậy, một ma trận truyền có thể luôn luôn thu được đối với bất kỳ hệ thống tuyến tính nào, để phân tích đặc tính động học các đặc tính khác của nó: mỗi phần tử của một ma trận truyền là một hàm truyền liên quan một biến đầu vào cụ thể tới một biến đầu ra.
Một thể hiện hữu hiệu cầu nối giữa không gian trạng thái và phương pháp hàm truyền đã được đề xuất bởi Howard H. Rosenbrock và nó được gọi là ma trận hệ thống Rosenbrock.

## Quang học
Trong quang học, hàm chuyển điều biến thể hiện khả năng truyền tải phản quang.
Ví dụ, khi quan sát một loạt các tua ánh sáng màu đen-trắng được vẽ với một tần số không gian cụ thể, chất lượng hình ảnh có thể bị suy giảm. Các rìa trắng mờ dần trong khi những rìa màu đen trở nên sáng hơn.

## Các hệ thống phi tuyến
Các hàm truyền tồn tại không đúng cách  trong nhiều thành phần phi tuyến (ví dụ, chúng không tồn tại đối với các máy dao động tích thoát, Tuy nhiên một xấp xỉ gọi là hàm mô tả có thể đôi khi (nhưng không phải luôn luôn) được sử dụng để thay thế.